# Louis Deschamps (Maler)
Louis Deschamps (* 25. Mai 1846 in Montélimar, Département Drôme; † 8. August 1902 ebenda) war ein französischer Maler. 

## Leben und Wirken

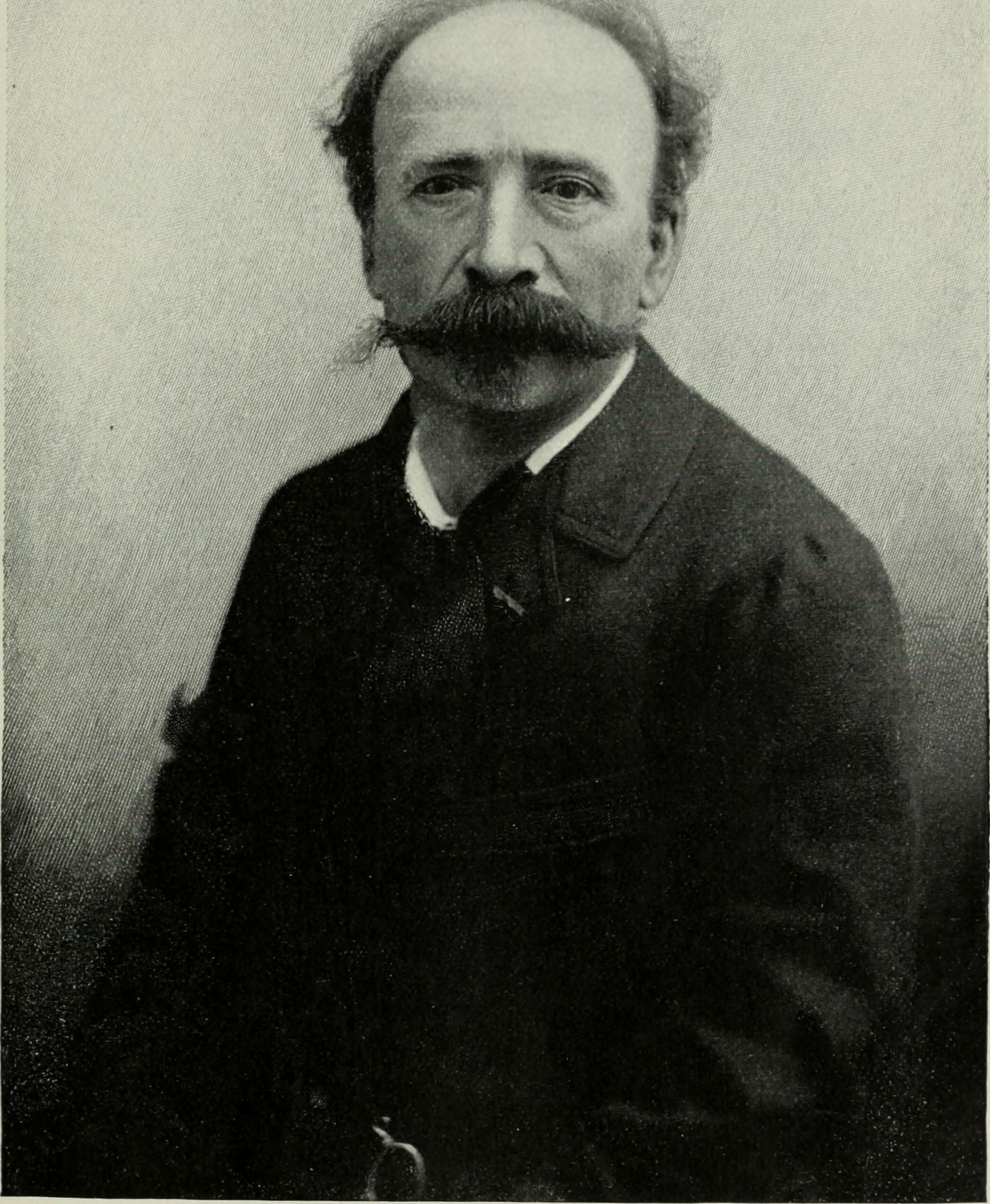
Louis Deschamps (um 1887)

Seinen ersten künstlerischen Unterricht erhielt Deschamps in einer Zeichenschule seiner Heimatstadt. Um 1865 kam er nach Paris und wurde dort Schüler an der École des Beaux-Arts wo Alexandre Cabanel sein Lehrer war. 
Mit dessen Unterstützung konnte Deschamps 1872 erstmals an der großen jährlich stattfindenden Ausstellung des Salon de Paris teilnehmen. Bis 1889 war er mit ähnlichem Erfolg regelmäßig als Aussteller vertreten. Da sich der Geschmack des Publikums gewandelt hatte, verweigerte sich Deschamps dem Salon und stellte von 1890 an bis an sein Lebensende nur noch in Ausstellungen der Société nationale des beaux-arts aus. 
Im Alter von 55 Jahren starb Louis Deschamps 1902 in seiner Heimatstadt und fand dort auch seine letzte Ruhestätte.
Die Rue Louis Deschamps in Montélimar wurde ihm zu Ehren benannt. 

## Werke (Auswahl)

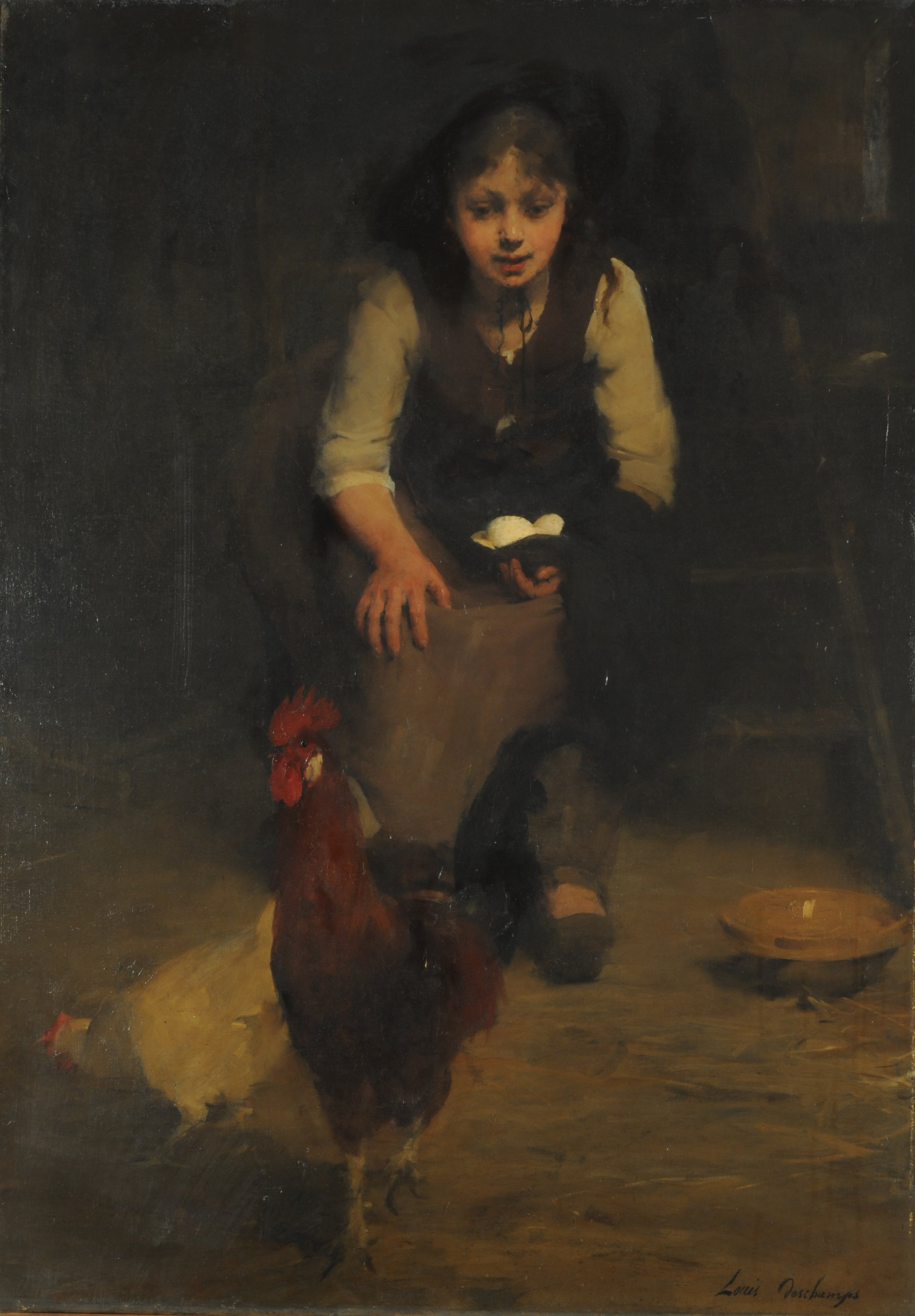
Au poulailler (Im Hühnerstall) von Louis Deschamps

- Vincent blessé. Une Épisode de la „Mireille“ de F. Mistral. 1880.
- Vu par un jour de printemps. 1884.
- Fille au coq.
- Jeune brune au tambourine.
- Jeune femme lisant.
- Au poulailler.